# 馬菲·查維斯
馬菲·湯馬士·查維斯（英語：Matthew Thomas Jarvis，1986年5月22日—），簡稱馬特·查維斯（Matt Jarvis），是一名英格蘭職業足球員，司職中場，現時效力英格蘭足球全國聯賽球隊沃金。
在作為米禾爾的青訓球員，查維斯在米禾爾的時期並不成功，查維斯的職業生涯在基寧咸開始，並以17歲之齡代表這支肯特郡球隊在英格蘭足球聯賽首次亮相。查維斯代表基寧咸上陣了超過100場賽事，令他成為不少大球會的收購目標，最終在2007年6月與狼隊簽約。由於傷病的關係，查維斯生涯開始並不順暢，及後才取得了正選位置。查維斯的父母均是職業乒乓球手，並且被評為英國頭號男子和女子選手。

## 生平

### 球會
基寧咸
出生於米德爾斯伯勒的查維斯足球生涯在米禾爾開始，但其後被球會所放棄，其後轉投基寧咸。2003年11月4日，由於部分球員因流行性感冒而缺陣，這使當時年僅17歲的查維斯在英格蘭足球聯賽對新特蘭的賽事中首次亮相，查維斯在76分鐘入替李察·羅斯，最終球會以3-1落敗。2004年1月24日，查維斯在足總杯對般尼的賽事中首次正選上陣，並在3月和4月取得正選上陣的機會。2003/04球季，查維斯合共首發兩次和8次後備入替，不過他仍然繼續在青年隊上陣，並協助球隊打入了足總青年杯最後16強。在球季結束前，時任領隊安迪·希辛赫拿與其簽下了三年合約。
2004/05年球季，查維斯成為基寧咸的正選球員，雖然他曾在1月時因進行疝氣手術而缺陣了五週，但查維斯仍然上陣了30場聯賽賽事。2004年10月30日，查維斯在對狼隊的賽事中攻入其加盟以來的首球。當季結束後，基寧咸從英冠降落英甲。2005/06年球季，查維斯仍然是球隊的常規球員而這亦是他表現得最出色的賽季，在整個賽季中合共射入了7球。
2006/07球季中段，基寧咸向查維斯提供新合約，球會形容是歷來提供給同齡球員最優厚條款的合約，然而查維斯卻拒絕了新約，但後來他通過經理人聲稱，如果球會可以配合他的野心的話，他很樂意留在普里斯特菲爾德球場。數個英超和英冠球會表示對簽下查維斯感興趣，時任普利茅夫領隊伊恩·荷路威亦曾向查維斯出價，但並不成功，伊恩·荷路威對此說道：「我們曾經出價，但是被駁回。」諾定咸森林向查維斯出價65萬英鎊，但出價被查維斯的經理人所拒絕。查爾頓表達出對查維斯的興趣，但是基寧咸的主席保羅·斯卡利指出，他相信球員的經理人已經同意了其他球隊的收購。保羅·斯卡利還聲稱查維斯有潛質以24歲之齡成為英格蘭一員。
2007年4月，PFA挑選了查維斯打進了英甲年度陣容。在隨後的一個月，基寧咸提供了進一步改善過的合約，嘗試去保留查維斯，但是查維斯最終與狼隊簽下兩年合約。兩會同意交易，但並沒有公佈轉會費。
狼隊
在季前訓練時，查維斯受到臀部和腹股溝受傷，並且無法參加任何進一步的訓練直至9月。2007年10月20日，查維斯在對查爾頓的賽事中後備入替首次亮相，最終球會以2-0擊敗對手。2007/08球季，查維斯完全康復後，他成為摩連納斯球場的正選球員，合共上陣了27場。2007年12月，查維斯在對李斯特城的賽事中攻入其加盟以來的首球，最終1-1戰平對手。
2008年9月30日，查維斯在對雷丁的賽事中腿後腱受傷，預計將缺陣大約六週。12月6日，查維斯在對昆士柏流浪的賽事中復出，球隊最終以1-0擊敗對手。查維斯與狼隊續約至2012年。他一直保持常規正選的席位，協助狼隊於球季結束取得英冠冠軍及升班英超資格。
2009年8月查維斯首次亮相英超對韋斯咸，升班首季在聯賽上陣34場射入3球，並在英格蘭足總盃有1球進帳，而狼隊亦以第15位的成績成功保級。2010年9月10日與狼隊續約至2015年。
韋斯咸
2012年8月24日，韋斯咸宣佈從狼隊簽入查維斯，合約為期五年並有優先續約權，轉會費金額沒有正式透露。但消息是查維斯的轉會費金額是破韋斯咸紀錄750萬英鎊另加表現計算，可高達1,075萬英鎊。

### 國家隊
2011年3月20日查維斯獲英格蘭徵召入伍備戰對威爾斯的2012年歐國盃外圍賽及加納的友誼賽，是自（Steve Bull）以後20年來首名入選英格蘭國腳的狼隊球員。

## 生涯數據
更新日期：2013年1月17日 (四) 04:19 (UTC)
| 球會     | 球季     | 英格蘭足球聯賽 | 英格蘭足球聯賽 | 足總杯 | 足總杯 | 聯賽杯 | 聯賽杯 | 英錦標 | 英錦標 | 合計 | 合計 |
| 球會     | 球季     | 上陣           | 入球           | 上陣   | 入球   | 上陣   | 入球   | 上陣   | 入球   | 上陣 | 入球 |
| -------- | -------- | -------------- | -------------- | ------ | ------ | ------ | ------ | ------ | ------ | ---- | ---- |
| 基寧咸   | 2003–04  | 10             | 0              | 1      | 0      | 0      | 0      | 0      | 0      | 11   | 0    |
| 基寧咸   | 2004–05  | 30             | 3              | 0      | 0      | 1      | 0      | 0      | 0      | 31   | 3    |
| 基寧咸   | 2005–06  | 35             | 3              | 1      | 1      | 3      | 1      | 2      | 2      | 41   | 7    |
| 基寧咸   | 2006–07  | 35             | 6              | 2      | 0      | 1      | 0      | 1      | 0      | 39   | 6    |
| 基寧咸   | 總計     | 110            | 12             | 4      | 1      | 5      | 1      | 3      | 2      | 122  | 16   |
| 狼隊     | 2007–08  | 26             | 1              | 2      | 0      | 0      | 0      | 0      | 0      | 28   | 1    |
| 狼隊     | 2008–09  | 28             | 3              | 1      | 0      | 0      | 0      | 0      | 0      | 29   | 3    |
| 狼隊     | 2009–10  | 34             | 3              | 1      | 1      | 1      | 0      | 0      | 0      | 36   | 4    |
| 狼隊     | 2010–11  | 37             | 4              | 3      | 1      | 1      | 0      | 0      | 0      | 41   | 5    |
| 狼隊     | 2011–12  | 37             | 8              | 1      | 0      | 1      | 0      | 0      | 0      | 39   | 8    |
| 狼隊     | 2012–13  | 2              | 0              | 0      | 0      | 0      | 0      | 0      | 0      | 2    | 0    |
| 狼隊     | 總計     | 164            | 19             | 8      | 2      | 3      | 0      | 0      | 0      | 175  | 21   |
| 韋斯咸   | 2012–13  | 18             | 1              | 1      | 0      | 1      | 0      | 0      | 0      | 20   | 1    |
| 韋斯咸   | 總計     | 18             | 1              | 1      | 0      | 1      | 0      | 0      | 0      | 20   | 1    |
| 生涯總計 | 生涯總計 | 292            | 32             | 13     | 3      | 9      | 1      | 3      | 2      | 317  | 38   |

## 榮譽
- 英冠冠軍：2009

## 踢球風格
2006年，查維斯的前隊友史蒂夫·克拉里奇指出查維斯的主要優勢是他感覺敏銳、腳步及能夠準確地估計移動中的皮球。他指出查維斯給予敵方球員跑動空間時，基寧咸會受到很大的攻擊威脅。查維斯還被認為是主管在空中的皮球，雖然他的身材比較矮小，這意昧著他不會成為目標人物。史蒂夫·克拉里奇還說道查維斯不喜歡背向對方的球門。

## 家庭
查維斯的父母，尼克和琳達都是職業乒乓球手，並在其中的每項分類均是英國第一。後來他們成立了乒乓球運動用品公司查維斯體育，並在查維斯出生當年從基斯堡遷往吉爾福德。

## 外部連結
- （英文）Official site profile
- （英文）足球数据库：馬菲·查維斯的球员统计数据